# Майла Талвіо
Майла Талвіо або Майла Міккола (фін. Maila Talvio, фін. Maila Mikkola, уроджена Вінтер (фін. Winter); 17 жовтня 1871, Гартола, Пяйят-Хяме — 6 січня 1951, Гельсінкі) — фінська письменниця та перекладач, публічна особа, феміністка; відома також під псевдонімом «Maila Talvio». Талвіо була провідною фінською письменницею з питань помірності, і кілька її робіт переклали шведською та іншими мовами. Вона була тричі номінована на Нобелівську премію з літератури, володарка Академічного лавра й премії Алексіса Ківі.

## Біографія
Майла Вінтер народилася 17 жовтня 1871 року у Гартолі. Її батьками були Адольф Магнус Вінтер і Юлія Мальвіна Бонсдорф, у сім'ї було дев'ять дітей.
Батько Тальвіо помер, коли Майлі не виповнилося й десяти років, тоді родина переїхала на віддалену ферму до Ніпулі. Там вона познайомилася з селянським побутом і його недоліками, про які пізніше писала у своїх творах.
Вона відвідувала фінську школу для дівчат у Гельсінкі, а після її закінчення, у віці шістнадцяти років, повернулася назад, щоб стати домашнім учителем своїх братів і сестер. Водночас вона почала пробувати свої сили на літературній ниві.
У 1893 році вона вийшла заміж за відомого фахівця зі слов'янського мовознавства, майбутнього професора Гельсінського університету Йосипа Юліуса Мікколу з яким познайомилася трьома роками раніше. Їхній шлюб був бездітним.
Переїхавши у Гельсінкі, Тальвіо через свого чоловіка познайомилася з письменниками та поетами, які працювали у колі Пяйвалегти, як-от брати Касімір й Ейно Лейно. Тальвіо також почала писати для «Päivälehti» та «Suomen Kuvalehti» і сама боролася за громадянські права Фінляндії; брала активну участь у жіночому робітничому русі. Тальвіо кілька разів подорожувала з чоловіком Центральною та Східною Європою і паралельно вивчала польську мову та переклала фінською кілька творів польського письменника Генрика Сенкевича. Літературний салон, який проводило подружжя у їхньому будинку у фінській столиці, став швидко набирати популярності.

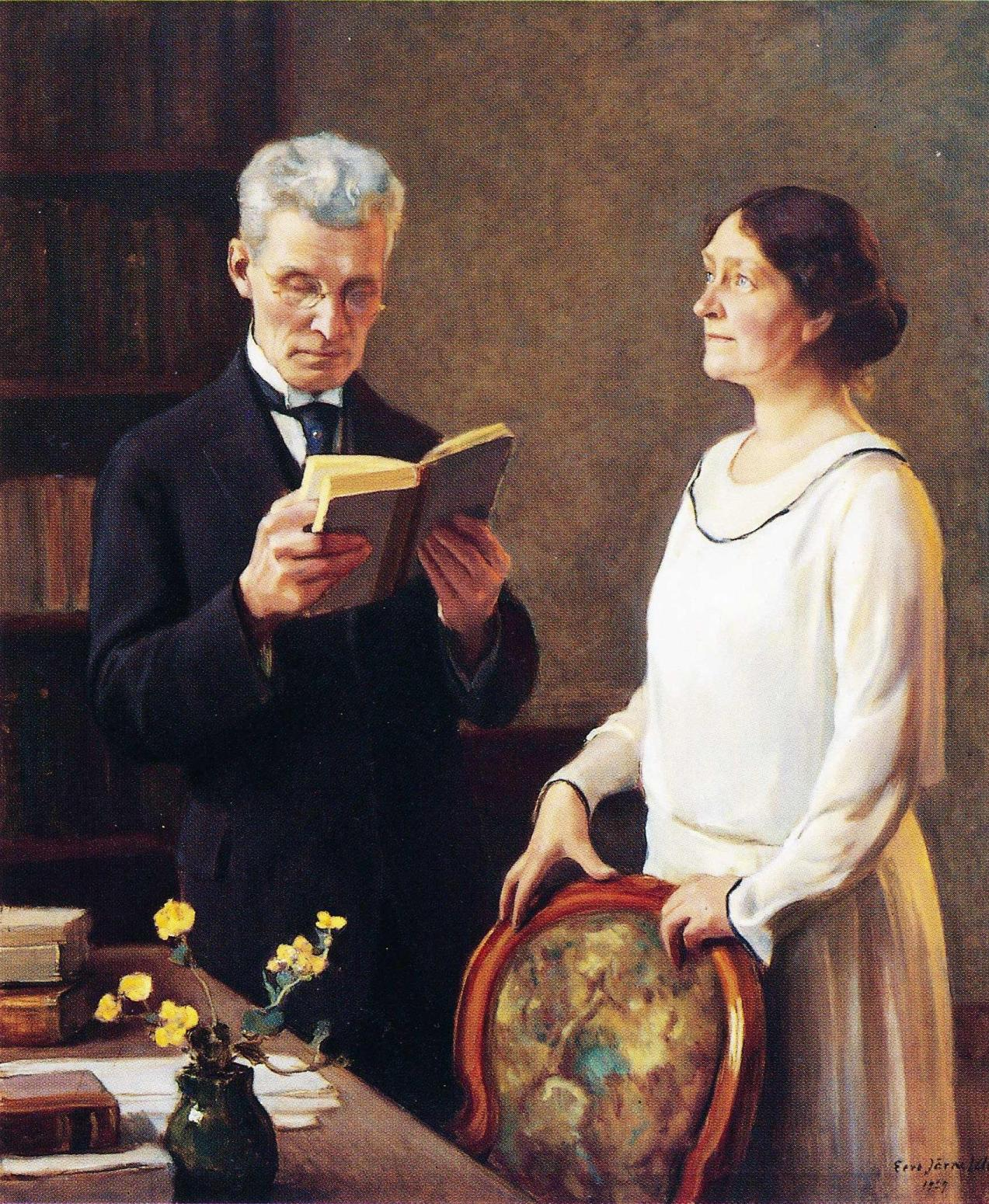
Подружжя Майла Тальвіо та Йосип Юліус Міккола
(художник Ееро Ярнефельт)

Першим твором Тальвіо була збірка оповідань «Haapaniemi keinu», видана у 1895 році. Перший літературний успіх прийшов у 1901 році з романом «Pimeänpirti urbytys», в якому мелодрама використовувалася для опису невдоволення умовами землеволодіння у сільській місцевості та землеробською системою. Хоча Тальвіо займалася у своїх книгах соціальними проблемами у сільській місцевості, у неї все ще були сумніви щодо робочого руху, що зароджується, і соціалізму. Так, наприклад, у романі «Лухілінна» (1906) соціалізм описується як насильницький рух, керований первісними інстинктами.
У 1910-ті роки темами романів Тальвіо були теорія спадковості та психологічні проблеми, а до кінця 1920-х років у них переважав песимізм. Контраст між здоровою фіномовною сільською місцевістю і підступною столицею, яка розкладається, показано у романі «Діти Нініві», який вийшов друком у 1915 році.
Наприкінці 1920-х років для Тальвіо розпочався новий творчий період, коли вона зосередилася на історичних романах. Це були трилогія романів, пов'язаних з історією Гельсінкі, опублікованих між 1929 і 1935 роками, і її останній роман «Linnoitūning iloise rouvat» (1941), де дія відбувалася у фортеці Віапор (нині Свеаборг) під час російсько-шведської війни (1808—1809 років) Тальвіо заповідала авторські права на свої постановки Гельсінському університету, де інспектором довгий час працював її чоловік.
Майла Тальвіо з чоловіком жили на віллі Лааксола у Мейлахті, поблизу Гельсінкі, побудованої у 1884 році, яка у першій половині XX століття була місцем збору студентів, учених і письменників факультету Сатакунта університету Гельсінкі.
Починаючи з 1910-х років, Тальвіо захворіла та активно боролася з туберкульозом. Вона написала «45 000» (1932), а також сценарій до однойменного фільму, прем'єра якого відбулася роком пізніше. Вона також з ентузіазмом брала участь у збиранні коштів, внаслідок чого в Гарьявалті був заснований санаторій для лікування легеневих захворювань Satalinnan sairaala. Разом з чоловіком і Вейкко Антеро Коскенніємі брала активну участь у культурному співробітництві з нацистською Німеччиною та фашистською Італією. 1936 року Тальвіо відвідала Німеччину, де познайомився з Альфредом Ернстом Розенбергом, головним ідеологом націонал-соціалізму, і Гертрудою Шольц-Клінк — лідером Націонал-соціалістичної жіночої організації.
Майла Талвіо померла 6 січня 1951 року у Гельсінкі. Її поховали на цвинтарі Гієтаніємі.
Тальвіо хотіла, щоб вілла Лааксолі стала музеєм, але у повоєнній атмосфері, у світлі близьких стосунків подружжя з лідерами Третього Рейху, місто Гельсінкі не погодилося прийняти таку пожертву. Обурена цим, вона наказала знести будинок. На місці вілли тепер знаходиться пам'ятка «Дочка Балтійського моря», створена скульптором, і відкрита у 1971 році.